# Euphorbe fils de Panthoos
Pour les articles homonymes, voir Euphorbe (homonymie).
Dans la mythologie grecque, Euphorbe (en grec ancien Εὔφορϐος / Eúphorbos, littéralement « le bien nourri ») est un guerrier troyen qui a combattu pendant la guerre de Troie.

## Mythe
Il est le fils du vieillard Panthoos, ancien prêtre d'Apollon à Delphes, et de la Troyenne Phrontis, et donc le frère de Polydamas et d'Hyperénor. Comme ces derniers, il est parfois appelé « Panthoïde » (Πανθοίδης / Panthoídês). L'Iliade le décrit comme un coureur rapide, un bon manieur de lance et un habile conducteur de char.
Il apparaît dans la Patroclée, épisode du chant XVI de l'Iliade, consacré à l'exploit solitaire de Patrocle revêtu des armes d'Achille. Alors que le héros achéen s'élance au combat, il est étourdi d'un coup dans le dos donné par Apollon, qui fait voler son casque, briser sa lance et tomber son bouclier et son baudrier. Profitant de l'occasion, Euphorbe lui assène un coup de pique dans le dos, près de l'épaule, avant de réintégrer aussitôt les rangs troyens. Patrocle est ensuite achevé par Hector.
Voyant Patrocle mort, Ménélas s'avance pour protéger son cadavre des Troyens. Il est apostrophé par Euphorbe qui, parce qu'il a le premier atteint Patrocle, revendique son droit à la dépouille. Ménélas lui répond en se vantant d'avoir tué Hyperénor, et les deux guerriers engagent le combat. L'Achéen abat Euphorbe d'un coup de pique et se prépare à le dépouiller quand la survenue d'Hector, prévenu par Apollon, le force à se replier.

## Euphorbe dans la tradition épique
Une assiette d'environ 600 av. J.-C., découverte à Camiros sur l’île de Rhodes) et conservée au British Museum, représente le combat de Ménélas et d'Hector sur le corps d'Euphorbe. Les trois héros sont identifiés par des inscriptions. Ménélas combat à gauche, c'est-à-dire à la position du vainqueur ; le corps d'Euphorbe est tourné dans sa direction, ce qui là encore fait de l'Achéen le vainqueur du duel. La scène ne paraît donc pas correspondre au chant XVII de l'Iliade, où Ménélas refuse le combat face à Hector et abandonne le corps d'Euphorbe.
On a proposé que l'assiette représentait, plutôt que l'épisode homérique, une tradition spécifique de la ville d'Argos, berceau des Atrides : selon cette version, Ménélas affronte Hector et remporte les armes d'Euphorbe, qu'il apporte à Argos. Le sanctuaire d'Héra à Argos a abrité pendant de nombreux siècles un bouclier présenté comme celui d'Euphorbe. Selon la tradition, Pythagore, qui croit en la transmigration des âmes, prétend que son âme a habité le corps du héros troyen pendant la guerre de Troie : il se rend à Argos et reconnaît immédiatement son bouclier. L'hypothèse argienne est corroborée par le fait que les inscriptions de l'assiette sont en alphabet argien, ou dans un alphabet argien modifié.
Au-delà, la question est de savoir si la tradition argienne s'est bâtie en réaction à la tradition homérique — pour sauver l'honneur de Ménélas — ou indépendamment et, partant de là, si le personnage d'Euphorbe est ou non une création homérique. De fait, il n'apparaît, dans le corpus mythographique, que lors de la mort de Patrocle. Au reste, celle-ci est relatée de manière peu économique chez Homère, puisqu'elle fait intervenir trois personnages différents : Apollon, Euphorbe et enfin Hector. On y a vu la preuve de la préexistence d'Euphorbe dans la tradition épique : Homère n'aurait pas eu d'autre choix que l'inclure dans son récit. Cependant, l'économie de personnages n'est pas une préoccupation constante chez Homère. Inversement, des critiques estiment qu'Euphorbe est une invention purement homérique : le Panthoïde serait un double de Pâris et la mort de Patrocle l'annonce de celle d'Achille.